# Triodontus bicavatus
Triodontus bicavatus är en skalbaggsart som beskrevs av Leon Fairmaire 1905. Triodontus bicavatus ingår i släktet Triodontus och familjen Orphnidae. Inga underarter finns listade i Catalogue of Life.